# Hardwired… to Self-Destruct
| Совокупная оценка   | Совокупная оценка |
| Источник            | Оценка            |
| ------------------- | ----------------- |
| Metacritic          | 73/100            |
| Оценки критиков     |                   |
| Источник            | Оценка            |
| AllMusic            | [ 4 ]             |
| NME                 | [ 5 ]             |
| Rolling Stone       | [ 6 ]             |
| Rolling Stone.ru    | [ 7 ]             |
| The Guardian        | [ 8 ]             |
| The Telegraph       | [ 1 ]             |
| The A.V. Club       | C                 |
| PopMatters          | [ 10 ]            |
| The Chicago Tribune | [ 11 ]            |
| Classic Rock        | [ 12 ]            |
| Sputnikmusic        | 3.5/5             |

Hardwired… To Self-Destruct (рус. Запрограммирован... На Самоуничтожение) — десятый студийный альбом американской группы Metallica, выпущенный 18 ноября 2016 года. Это первый их студийный альбом за восемь лет. Он дебютировал на первом месте американского хит-парада Billboard 200 (в 6-й раз в карьере музыкантов). В общем альбом возглавил чарты в 57 странах. Альбом был самым продаваемым альбомом в роке и метале в 2016 году, и впоследствии стал платиновым в США. Hardwired… to Self-Destruct получил в целом положительные отзывы критиков, а в 2020 году Ларс Ульрих назвал его своим любимым альбомом Metallica.

## Об альбоме
Название альбома, список песен и клип на заглавную композицию были выпущены группой 18 августа 2016 года. Продюсером альбома стал Грег Фидельман, работавший над предыдущим альбомом группы. В альбом вошло 12 песен. Альбом поступил в продажу 18 ноября 2016 года. На все песни альбома сняты видеоклипы.
Hardwired… to Self-Destruct дебютировал на позиции № 1 в американском хит-параде Billboard 200, с тиражом 291 000 эквивалентных альбомных единиц (с учётом стриминга и альбомных треков), включая 282 000 истинных альбомных продаж в первую неделю релиза (18 ноября 2016).

## История создания

### Особенности композиции альбома
- «Moth into Flame» - по словам Хэтфилда, он написал эту песню под вдохновением от фильма про Эми Уайнхаус «Эми»[22].
- «Murder One» - песня написана в дань памяти покойному фронтмену Motörhead Лемми, который умер в декабре 2015 года. Песня была названа в честь его любимого усилителя[23].

## Список композиций
Все тексты написаны Джеймсом Хэтфилдом, музыка — Хэтфилдом и Ульрихом, а над композицией «ManUNkind» также работал Трухильо.

### Диск 1
| №                   | Название              | Длительность |
| ------------------- | --------------------- | ------------ |
| 1.                  | «Hardwired»           | 3:09         |
| 2.                  | «Atlas, Rise!»        | 6:28         |
| 3.                  | «Now That We're Dead» | 6:59         |
| 4.                  | «Moth into Flame»     | 5:50         |
| 5.                  | «Dream No More»       | 6:29         |
| 6.                  | «Halo on Fire»        | 8:15         |
| Общая длительность: | Общая длительность:   | 37:10        |

### Диск 2
| №                   | Название             | Длительность |
| ------------------- | -------------------- | ------------ |
| 1.                  | «Confusion»          | 6:41         |
| 2.                  | «ManUNkind»          | 6:55         |
| 3.                  | «Here Comes Revenge» | 7:17         |
| 4.                  | «Am I Savage?»       | 6:29         |
| 5.                  | «Murder One»         | 5:45         |
| 6.                  | «Spit Out the Bone»  | 7:09         |
| Общая длительность: | Общая длительность:  | 40:16        |

### Диск 3
| №                   | Название                                     | Текст песни                   | Музыка                                                   | Длительность |
| ------------------- | -------------------------------------------- | ----------------------------- | -------------------------------------------------------- | ------------ |
| 1.                  | «Lords of Summer»                            |                               | Хэтфилд Ульрих Трухильо                                  | 7:10         |
| 2.                  | «Ronnie Rising Medley»                       | Ричи Блэкмор Ронни Джеймс Дио | Ронни Джеймс Дио Ричи Блэкмор Кози Пауэлл                | 9:03         |
| 3.                  | «When a Blind Man Cries» (Deep Purple cover) | Йан Гиллан                    | Ричи Блэкмор Иан Гиллан Роджер Гловер Джон Лорд Иан Пейс | 4:35         |
| 4.                  | «Remember Tomorrow» (Iron Maiden cover)      | Стив Харрис                   | Стив Харрис Пол Ди'анно                                  | 5:50         |
| 5.                  | «Helpless» (live)                            | Шон Харрис Брайан Татлер      | Шон Харрис Брайан Татлер                                 | 3:08         |
| 6.                  | «Hit the Lights» (live)                      |                               | Хэтфилд Ульрих                                           | 4:06         |
| 7.                  | «The Four Horsemen» (live)                   |                               | Хэтфилд Ульрих Дэйв Мастейн                              | 5:19         |
| 8.                  | «Ride the Lightning» (live)                  |                               | Хэтфилд Ульрих Мастейн Клифф Бёртон                      | 6:56         |
| 9.                  | «Fade to Black» (live)                       |                               | Хэтфилд Ульрих Бёртон Кирк Хэммет                        | 7:24         |
| 10.                 | «Jump in the Fire» (live)                    |                               | Хэтфилд Ульрих Мастейн                                   | 5:13         |
| 11.                 | «For Whom the Bell Tolls» (live)             |                               | Хэтфилд Ульрих Бёртон                                    | 4:32         |
| 12.                 | «Creeping Death» (live)                      |                               | Хэтфилд Ульрих Бёртон Хэмметт                            | 6:43         |
| 13.                 | «Metal Militia» (live)                       |                               | Хэтфилд Ульрих Мастейн                                   | 6:07         |
| 14.                 | «Hardwired» (live)                           |                               | Хэтфилд Ульрих                                           | 3:30         |
| Общая длительность: | Общая длительность:                          | Общая длительность:           | Общая длительность:                                      | 79:37        |

## Участники
| Metallica - Джеймс Хэтфилд — ритм-гитара, вокал, продюсер - Кирк Хэмметт — соло-гитара - Роберт Трухильо — бас-гитара, бэк-вокал - Ларс Ульрих — ударные, продюсер | Дополнительный персонал - Грег Фидельман — продюсер, сведение, запись - Дейв Коллинз — мастеринг - Тернер Дакворт — дизайн обложки - Майк Джиллис — дополнительная запись - Джейсон Госсман — цифровое редактирование - Herring & Herring — фотография, креативное направление - Сара Лин Киллион — дополнительная запись - Кен Мэтке — помощник звукоинженера - Дэн Монти — цифровое редактирование - Джим Монти — цифровое редактирование |

## Награды
| Издание       | Награда                            | Год  | Место |
| ------------- | ---------------------------------- | ---- | ----- |
| PopMatters    | Лучшие метал-альбомы 2016 года     | 2016 | 1     |
| Revolver      | 20 лучших альбомов 2016 года       | 2016 | 1     |
| Rolling Stone | 20 лучших метал-альбомов 2016 года | 2016 | 1     |

## Чарты
| Чарт (2016)                         | Высшая позиция |
| ----------------------------------- | -------------- |
| Австралия (ARIA)                    | 1              |
| Бельгия/Фландрия (Ultratop)         | 1              |
| Бельгия/Валлония (Ultratop)         | 1              |
| Канада (Canadian Albums Chart)      | 1              |
| Нидерланды (Album Top 100)          | 1              |
| Финляндия (Suomen virallinen lista) | 1              |
| Франция (SNEP)                      | 1              |
| Германия (Offizielle Top 100)       | 1              |
| Венгрия (MAHASZ)                    | 2              |
| Ирландия (IRMA)                     | 1              |
| Италия (FIMI)                       | 4              |
| Япония (Oricon)                     | 5              |
| Новая Зеландия (RMNZ)               | 1              |
| Норвегия (VG-lista)                 | 1              |
| Шотландия (Scottish Albums Chart)   | 2              |
| Швеция (Sverigetopplistan)          | 1              |
| Швейцария (Schweizer Hitparade)     | 1              |
| Великобритания (UK Albums Chart)    | 2              |
| США (Billboard 200)                 | 1              |

## Сертификации
| Регион | Сертификация  | Продажи   |
| --- | ------------- | --------- |
| Австралия (ARIA) | Золотой       | 35 000^   |
| Австрия (IFPI Austria)                                                                                                   | Платиновый    | 15 000*   |
| Бельгия (BEA) | Платиновый    | 30 000*   |
| Канада (Music Canada) | Платиновый    | 80 000^   |
| Дания (IFPI Danmark) | Золотой       | 10 000    |
| Франция (SNEP) | Платиновый    | 100 000   |
| Германия (BVMI) | 3× Золотой    | 300 000   |
| Венгрия (Mahasz) | Платиновый    | 2000^     |
| Италия (FIMI) | Золотой       | 25 000*   |
| Мексика (AMPROFON) | 2× Платиновый | 120 000   |
| Новая Зеландия (RMNZ) | Золотой       | 7500^     |
| Польша (ZPAV) | 4× Платиновый | 80 000    |
| South Korea (Gaon) | Золотой       | 5,000*    |
| Испания (PROMUSICAE) | Золотой       | 20 000    |
| Великобритания (BPI) | Золотой       | 166,492   |
| США (RIAA) | Платиновый    | 1 000 000 |
| * Данные о продажах приведены только на основе сертификации. ^ Данные о тиражах приведены только на основе сертификации. |               |           |